# مستشعر

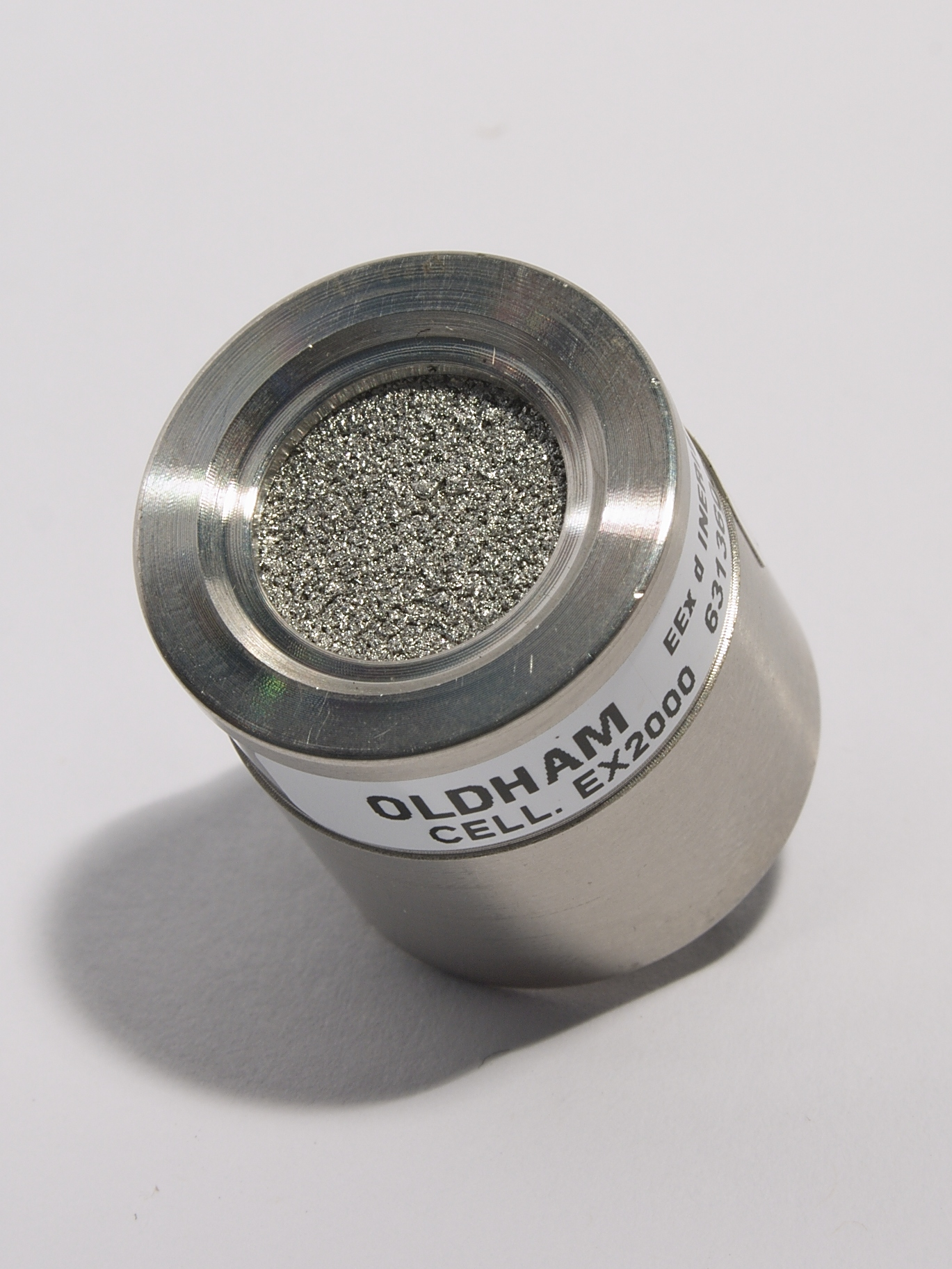
مجس يتحسس غاز الميثان

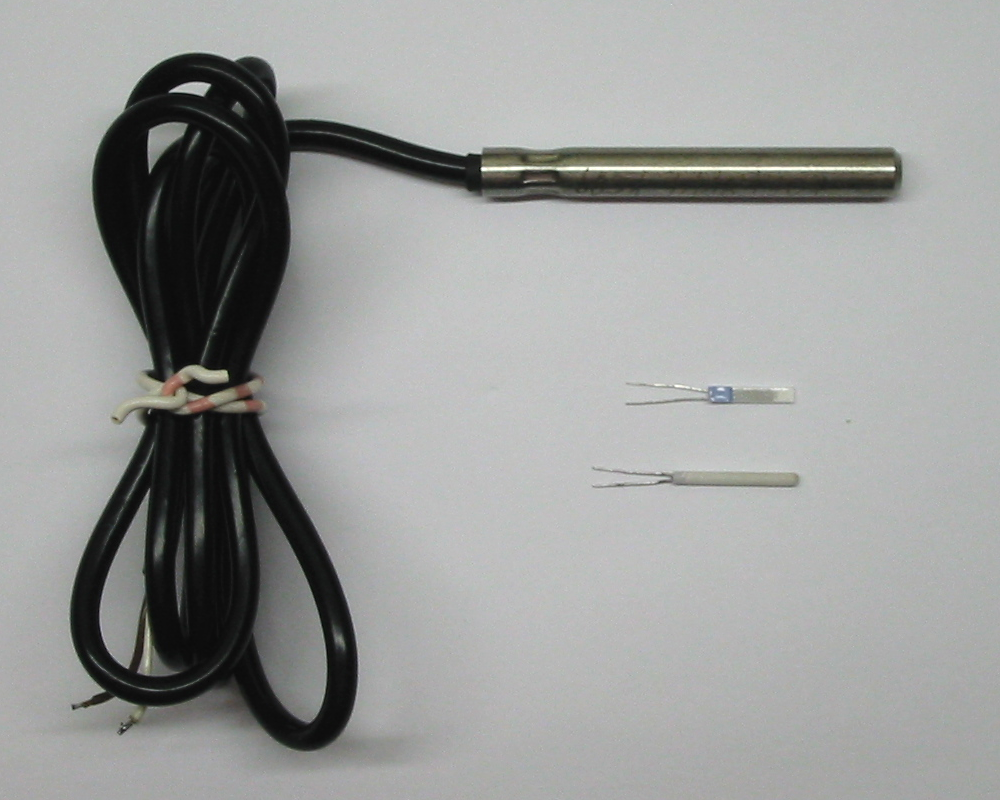
مقاييس مختلفة لدرجة الحرارة

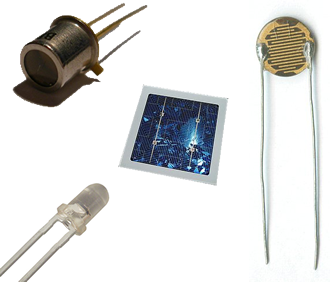
مجسات مختلفة لقياس شدة الضوء

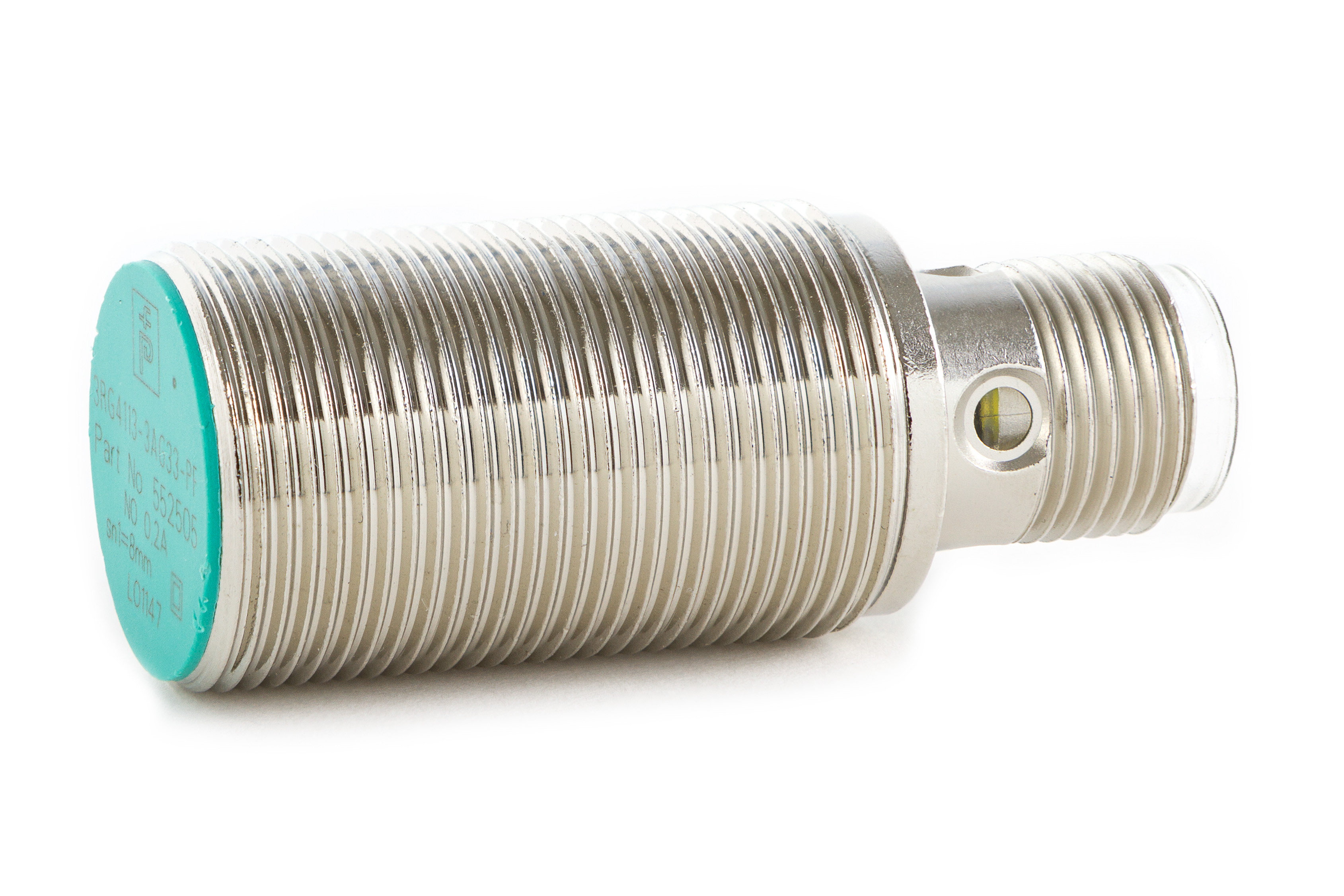
مجس يستشعر التيار الكهربائي، ومنه ما يستشعر المجال المغناطيسي.

المُستشِعر أو جهاز الاستشعار أو المُحِسّ أو المِحَسّ أو الحاسوس أو جهاز التحسس أو المِحساس أو المِجَسّ أو الحساس أو الكاشف (بالإنجليزية: Sensor)‏ هو أداة استشعار، يعمل على كشف الحالة المحيطية الفيزيائية، فمنه ما يقيس درجة الحرارة، ومنه ما يقيس الضغط ومنه ما يقيس الإشعاع ومنه ما يقيس الإلكترونات أو البروتونات. حيث يقوم بتحويل الإشارات الساقطة عليه إلى نبضات كهربائية يمكن قياسها أو عدَّها بواسطة جهاز. بهذا يمكن لنا معرفة شدَّة المؤثر. كما توجد أنواع منه يمكن ربطها بحواسيب وعن طريق البرمجة يمكن تكوين صورة عن توزُّع القياسات، كما هو الحال في التصوير بالرنين المغناطيسي الذي يكشف في الإنسان عن أورام. من المجسات أنواع كثيرة بحسب الاستخدام منها:

## الحساسات الضوئية
تستخدم الحساسات الصورية لتشكيل صورة رقمية لمجال معين؛ حيث تتأثر هذه الحساسات بالفوتونات الساقطة عليها. فتولد هذه الفوتونات شَحنات في مكان سقوطها، ثم يتم الكشف عن هذه الشحنات للاستدلال على الفوتونات. تحتوي هذه الحساسات على طبقتين من أنصاف النواقل المشوبة:
- إحداها من النوع (P)
- الأخرى من النوع (N)

عندما تسقط الفوتونات على الصفيحة نصف الناقلة، فإنها تتسبب في تحرّر بعض الإلكترونات التي تصطدم بها إذا كانت تملك طاقة أكبر من طاقة الانتزاع أو تساويها؛ حيث يخلف الإلكترون المنتزع خلفه شحنة موجبة. ويمكننا باستخدام بعض خواص أنصاف النواقل المشوبة أن نجعل سقوط الفوتونات يسبب تشكل شحنة يمكن الكشف عنها حتى نستدل على سقوط الفوتونات.
تولّد الفوتونات بسقوطها شحنات، ومن الواضح أن الشحنة تتناسب مع عدد الفوتونات الساقطة. فإذا ما تمّ وضع آلاف الثنائيات السابقة قرب بعضها البعض بأحجام صغيرة سنحصل على معلومات عن الضوء في نقاط متقاربة تبدو للعين البشرية أنها متواصلة ولكن لتشكيل الصورة يتطلب الأمر معلومات عن الألوان وليس فقط عن كمية الضوء. لذلك يتم تحسس كل لون على حدى في كل نقطة (Pixel) حيث يختص كل حساس بلون معين.
يتطلب الأمر أربعة حساسات على الأقل للحصول على معلومات كافية عن كل Pixel. تتحسس الحساسات في التوزيع السابق الألوان (الأحمر الأخضر الأزرق) وهو أكثر أنظمة التقسيم انتشارا حيث يكون مجموع الألوان هو الأبيض.
تستخدم عدَّة طرق من أجل ترشيح الألوان، منها الفروقات في الأطوال الموجية بين الألوان حيث يكون الحساس الواحد قابلا للتنبيه بمجال صغير من الأطوال الموجية، فتكون شحنته متشكلة نتيجة لسقوط فوتونات لون واحد.
ويمكن استخدام طريقة أخرى وهي تحديد الألوان التي يسمح لها بالسقوط على الحساس وذلك باستخدام غشاء يسمح بمرور لون معين فقط (طبقة باير) ويكون هذا الغشاء متطابقا مع الحساسات تحته فيمرر اللون الموافق لكل حساس تحته حيث تسمح الأغشية الزرقاء بمرور اللون الأزرق فقط والأحمر للأحمر وهكذا. وهي الطريقة الأكثر انتشارا بسبب انخفاض التكلفة وسهولة التصنيع.
باستخدام إحدى الطريقتين تكون الشحنة المتشكلة ناتجة عن لون معين، وهو ما يساعد في حساب الألوان المشكِّلة لكل نقطة في الصورة بعد مركََّّبات اللون الثلاثة.

## الحساسات التحريضية
تستخدم الحساسات التحريضية في تحسس الأجسام المعدنية، كما أنها شائعة الاستخدام في أدوات الآلات الصناعية.
يتكون الحساس التحريضي من أربع مكونات أساسية:
- مولّد الفيض المغناطيسي (وشيعة توليد الحقل inductive field generator): لتوليد الفيض المغناطيسي وهو عبارة عن وشيعتين كمبدأ المحولة.
- دارة المذبذب (Oscillator): وهي عبارة عن دارة طنين تولد أمواج ترددية راديوية لتهيئة الأشارة لدخولها إلى المضخم (كونها صغيرة).
- مضخم إشارة (Trigger): يضخم الإشارة الضعيفة الآتية من المذبذب.
- الخرج (Output): هو عبارة عن أداة لإظهار الحالة.

تعمل الحساسات التحريضية وفق مبدأ التحريض الكهرومغناطيسي؛ حيث تتألف وشيعة الحساس من ملفين. عند اقتراب الجسم من الحساس ينتقل الفيض المغناطيسي من الوشيعة الأولى إلى الوشيعة الثانية عبر الناقل الذي يعتبر بمثابة النواة، أي بشكل يشبه الاتصال بين الملفات الأولية والثانوية للمحولة. فيتولد نتيجة هذا الانتقال فرق جهد على طرفي الوشيعة الثانية لتدخل الإشارة إلى دارة المذبذب لتهيئتها ومن ثم إلى دارة المضخم التي تضخم إشارة الخرج النهائية.
تستجيب الحساسات للأجسام فقط عندما تكون ضمن مسافات معينة وتمر أمام سطح الحساس (sensor surface).

## الحساسات اللمسية
هي عبارة عن جهاز تأشيري يحتوي على سطح خاص يستطيع ترجمة حركة وموضع أصابع اليد إلى حركة نسبية تظهر على الشاشة وهي أحد المعالم الأساسية في الحواسيب المحمولة حيث حلت عوضا عن الماوس؛ ونادراً ما تزيد مساحتها عن 40 سم2.
أول من اخترعها كان george-E gerpheide في عام 1988 وأول من أخذ براءة الاختراع كانت شركة أبل واستخدمتها في حاسوبها أبل باوربوك عام 1994.
تتألف اللوحة الحساسة من طبقات مختلفة: الطبقة العليا هي اللوحة التي تُلمس باليد، وتحتها يوجد عدة طبقات مفصول كل منها عن الأخرى بطبقة عازلة وتتألف كل طبقة من خطوط عرضية أو شاقولية من النواقل الكهربائية والتي تؤلف جدولاً وتحت هذه الطبقات يوجد لوح الدارة والذي توصل إليه طبقات النواقل العرضية والشاقولية المشحونة بتيار متناوب ثابت.
تعتمد حساسات اللوحة اللمسية على ظاهرة أو خاصية (السعة الكهربائية)، ويمكن تلخيص الظاهرة بحدوث أثر حقلي كهربائي بين الناقلين الكهربائيين عند تقاربهما من بعضهما دون حدوث تلامس بينهما. وتتفاعل الآثار الحقلية فيما بينها لتشكل جملة سعة كهربائية تختزن الشحنات على سطحي الناقل المتقابلين. أما سطح حساسات اللوحة اللمسية فيتألف من مصفوفة من Electrodes المغطاة بطبقة حماية عازلة. ولكن المذهل في هذه التقنية هو اعتمادها على الأصبع البشري كقطب كهربائي مقابل لمصفوفة الأقطاب، إذ تتشكل السعة الكهربائية بين أصبع المستخدم ومصفوفة الأقطاب بصورة عامة.
وبشكل أدق إنه عندما يقترب الاصبع من شبكة النواقل الكهربائية يؤدي ذلك إلى عرقلة التيار المتناوب المار في هذه النواقل
وإن هذا التأثير على التيار المتناوب يتم التقاطه من قبل دارة اللوحة.
أما طبقة الحماية العازلة فوظيفتها منع أي تماس مباشر مع المصفوفة، وهي تساعد في نفس الوقت على الحركة الملساء للأصبع على اللوحة.

## حساسات الأشعة تحت الحمراء
الأشعة تحت الحمراء infrared هي أشعة كهرومغنطيسية لها نفس خواص الضوء الأساسية كالانعكاس والانتشار والتداخل. وقد كشفها العالم الألماني فريدريك ويليام هيرشل في عام 1800 عندما تمكن من تحليل الضوء إلى ألوانه الأساسية من خلال موشور زجاجي حيث لاحظ ازدياد درجة الحرارة عند الانتقال من مجال اللون البنفسجي إلى مجال اللون الأحمر وتبلغ قيمة عظمى في المنطقة المظلمة الواقعة بعد اللون الأحمر حيث أن رؤية صورةٍ أو منظرٍ ما هي إلا نتيجة لإصدار الموجات الكهرمغنطيسية من قبل الأجسام المحيطة وانعكاسها عنها.
لكن العين البشرية عاجزة عن رؤية كافة الموجات الضوئية حيث ينحصر مجال الرؤية بين(0.8-0.4) ميكرومتر بينما ينحصر مجال الأشعة تحت الحمراء بين (3-25) ميكرومتر.
منظومات الأشعة تحت الحمراء غير الفعالة: يقوم مبدأ عملها على كشف الإشعاعات الضعيفة وتضخيمها لأكثر من 10000 ضعف، سواء كانت هذه الإشعاعات قادمة من الفضاء أو صادرة عن المحركات والأجسام الحية. ويتم صنع هذه الأجهزة في العادة على شكل منظار أو على شكل جهاز تسديد في الأسلحة لكي تتناسب مع مهام المراقبة والرصد أو الرمي، وتتيح هذه الأجهزة بالرؤية حتى 5000 متر. وتقوم منظومة الأشعة تحت الحمراء الفضلى على كشف الأشعة تحت الحمراء الصادرة عن الأجسام المراد كشفها وتمييزها من الأشعة الصادرة عن الشمس أو القمر أو النجوم أو تلك الصادرة عن مصابيح الأشعة تحت الحمراء ومن ثم تضخيمها
منظومات الأشعة تحت الحمراء الفعالة (active): تقوم منظومات الأشعة تحت الحمراء الفعالة active بتوليد هذه الأشعة بواسطة أجهزة إنارة عادية ذات مرشحات مناسبة لحذف موجات الحزم الضوئية الواقعة في مجال الطيف المرئي والإبقاء فقط على حزم الأشعة غير المرئية المطلوبة، والواقعة ضمن مجال الأشعة تحت الحمراء، وذلك لإنارة الأهداف والمواقع ليلا. يستخدم في تحويل الكميات الفيزيائية الي إشارة يمكن قراءتها.

## الحساسات الصوتية
الحساسات التي تعمل على استشعار الصوت والصوت عبارة عن حركة الجزيئات عامة والهواء خاصة، حيث يصنع مستشعر الصوت (مايكروفون) من مواد عدة ومنها الكربون الذي يكون مضغوطاً بين شريحتين معدنيتين بفرق جهد كهربائي لصنع تيار كهربائي صغير يتسبب في اهتزاز شريحة واحدة التي تؤدي إلى تحريك الكربون، وبالتالي صنع إشارة كهربائية في سلك الحساس الصوتي (المايكروفون).

## حساسات القرب
مستشعر القرب هو مستشعر قادر على اكتشاف وجود الأشياء القريبة دون أي اتصال جسدي. غالبًا ما يصدر مستشعر القرب مجالًا كهرومغناطيسيًا أو شعاعًا من الإشعاع الكهرومغناطيسي (الأشعة تحت الحمراء ، على سبيل المثال) ، ويبحث عن التغييرات في المجال أو إشارة العودة. غالبًا ما يشار إلى الكائن الذي يتم استشعاره على أنه هدف مستشعر القرب. تتطلب أهداف مستشعر القرب المختلفة أجهزة استشعار مختلفة. على سبيل المثال ، قد يكون مستشعر القرب السعوي أو المستشعر الكهروضوئي مناسبًا لهدف بلاستيكي ؛ يتطلب مستشعر القرب الاستقرائي دائمًا هدفًا معدنيًا.

## الحساسات البشرية
الحساسات البشرية (تعرف أيضا باسم الاكتشاف البشري أو حساس كشف الوجود البشري) عبارة عن مجموعة من التقنيات تهدف إلى اكتشاف وجود أي جسم بشري في المنطقة، بدون أي تدخل من العامل البشري المراقب. تستخدم تلك التقنية في العديد من التطبيقات الحرجة كعمليات البحث والإنقاذ، المراقبة وتحليل العملاء (على سبيل المثال، حساب عدد الأشخاص في مكان ما).
تحتوي التقنيات الحديثة للحساسات التي ما زالت تحت التصميم أو التي تم تصميمها بالفعل على:
- مجسات معالجة الأصوات.
- نظام للتعرف على صور الأجساد البشرية.
- كاميرا حرارية بالأشعة تحت الحمراء.
- بلاط أرضي للإستشعار بالضغط.
- رادار.
- حساسات كيميائية.
- حساس للكشف عن إشارات الهاتف المحمول أو الكمبيوتر أو البلوتوث أو واي-فاي يفترض أنه في حوزة الشخص الذي يتم البحث عنه.

### أمثلة
- تستخدم أنظمة كشف ضربات القلب بأنماطها التجارية المختلفة مجموعة من أجهزة الإستشعار الاهتزازية للكشف عن وجود شخص ما داخل السيارة أو الحاوية من خلال إستشعار الاهتزازات الناجمة عن ضربات القلب البشرية.[12][13][14]
- يستخدم منتج تجاري آخر ضوء الأشعة تحت الحمراء للكشف عن مستوى ثاني أكسيد الكربون في مكان مغلق وبالتالي استنتاج وجود كائن حي في المكان أما بشري أو حيوان.[15]
- في سبتمبر 2013، عرضت مديرية العلوم والتكنولوجيا في وزارة الأمن الداخلي الأمريكية نموذجًا أوليًا لجهاز تكنولوجيا رادار باسم الباحث "FINDER" تم تطويره بالتعاون مع مختبر الدفع النفاث التابع لناسا.[16] يستخدم الرادار أشعة ميكروويف للكشف عن النمط الفريد للتنفس البشري ونبضات القلب يستطيع الجهاز الاستشعار خلال 20 قدما من الخرسانة الصلبة، 30 قدما من خليط سحق من الخرسانة وحديد التسليح أو 100 قدم من المساحات المفتوحة.[17]
- في سبتمبر 2014، روجت وزارة الأمن الوطني للتكنولوجيا عن حساسات جديدة لفرق التدخل السريع «سوات» في معرض الدرع الحضري.[18]
- في عام 1997، تم اختراع حروف تحقق (الكابتشا) (نظام بحث اوتوماتيكا بالكامل للكشف عن الحواسيب والأجزاء البشرية) والإعلان عن بداية استخدامه في الكشف عن مخترقي الحواسيب، حماية الملفات السرية من برامج التهكير والروبوتات العشوائية.